# Mitologia dei Nativi Americani

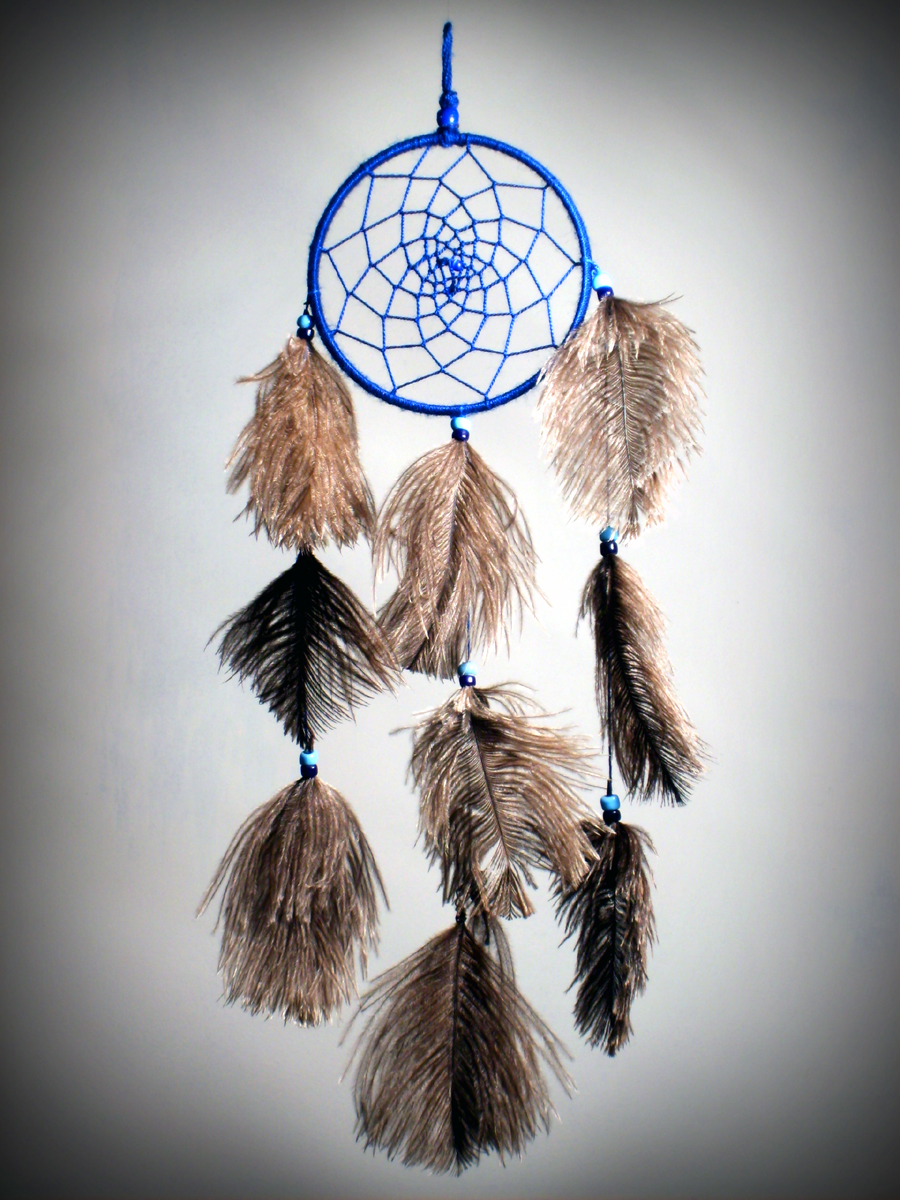
Un acchiappasogni, simbolo della mitologia dei Nativi Americani.

La mitologia dei Nativi Americani è abbastanza complessa poiché ogni tribù possiede specifiche divinità e culti.

## La creazione dell'uomo

### La leggenda Huichol
Secondo la leggenda della tribù Huicholes, dopo un diluvio universale che devastò la terra, rimasero solo due esseri viventi: Watacame (il seminatore) e la sua cagnolina. Quest'ultima si trasformò poi nella dea delle acque; le due divinità si unirono e generarono numerosi figli per ripopolare il mondo. Da allora la dea divenne protettrice dei bambini.

### La leggenda Tlingit
Nas-caki-yel (il Corvo) cercò di creare gli uomini. Li fece nascere da una foglia che poi mostrò agli uomini. Disse loro che anche la foglia cresce e muore e così doveva essere per loro. Da allora la morte si diffuse nel mondo.

### La creazione delle razze
Manitù (il Grande Spirito) voleva creare gli uomini con l'argilla. Modellò una figura con le sembianze umane e la fece cuocere in forno. Ma lo spirito del male fece piovere e spense il fuoco: nacque la razza bianca. Poi Manitù ripeté il processo e lo spirito del male si trasformò in una fanciulla che distrasse Manitù: nacque la razza nera. Poi Manitù sconfisse lo spirito del male: nacquero i Nativi Americani, i pellirosse.

## Simboli

### Acchiappasogni
L'acchiappasogni era una sorta di talismano che serviva per acchiappare gli incubi. Il proprietario lo appendeva sul suo letto per scacciare i brutti sogni. Era originario della tribù di Oneida ma si è rapidamente diffuso in tutto il continente americano.

### La Sacra Pipa
La sacra pipa è praticamente il cuore della cultura dei Nativi Americani. Ogni sua parte aveva un significato simbolico:
- Il cannello, rappresenta tutti gli esseri viventi.
- Il fornello, rappresenta la madre terra.
- Le perline e le piume, rappresentano Wambli Galeska (l'aquila chiazzata, sacra ai nativi).
- Le erbe, rappresentano il mondo vegetale e l'acqua.
- Il fumo, rappresenta un segno di comunicazione con il Grande Spirito.

La Pipa Sacra veniva fumata prima di decisioni importanti o durante cerimonie religiose. In questo modo si veniva in contatto con il Grande Spirito e si poteva comunicare con esso. La Pipa Sacra si diffuse molto presto presso tutte le tribù del Nordamerica.